# سیارک ۱۴۷۹۷۱
سیارک ۱۴۷۹۷۱ (به انگلیسی: 147971 Nametoko، نامگذاری:1994WF)۱۴۷۹۷۱مین سیارک کشف شده‌است که در ۲۴ نوامبر ۱۹۹۴ کشف شد.